# Gregorio Naro

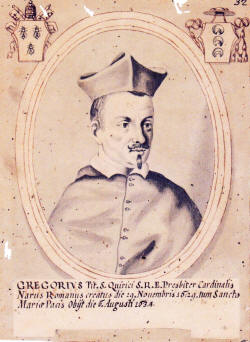
Gregorius Cardinalis Narus (Stich von 1629)

Gregorio Naro, auch Gregorio Nari (* 24. Oktober 1581 in Rom; † 7. Juli oder 7. August 1634 in Rieti) war ein italienischer Geistlicher, Bischof und Kardinal der Römischen Kirche.

## Leben

Kardinalswappen (schematische Darstellung)

Gregorio Naro war der Sohn von Gregorio Naro aus der Familie der Marchese von Mompeo und dessen Ehefrau Olimpia Lante, einer Schwester von Virginia Lante, die mit Giovanni Battista Borghese, dem Bruder von Papst Paul V. vermählt war. Damit war er mütterlicherseits ein Neffe des Kardinals Marcello Lante. Weitere Kardinäle aus der Familie Naro waren Benedetto Naro und Costantino Patrizi Naro.
Gregorio Naro studierte an der Universität Perugia und erlangte dort einen Doktortitel. Am 18. Januar 1621 trat er als Referendar an den Gerichtshöfen der Apostolischen Signatur in den Dienst der Kurie. 1622 war er Kleriker der Apostolischen Kammer und wurde am 10. November 1623 Präfekt der Annona. Zudem war er Generalauditor der Apostolischen Kammer. Von 1624 bis 1625 war er Gouverneur von Civitavecchia. Am 28. Januar 1626 wurde Gregorio Naro zum Apostolischen Protonotar ernannt.
Papst Urban VIII. kreierte ihn im Konsistorium vom 19. November 1629 zum Kardinal und ernannte ihn dann zum Kardinalpriester unter Dispens davon, dass sein Onkel ebenfalls dem Kardinalskollegium angehörte. Den Kardinalshut und die Titelkirche Santi Quirico e Giulitta erhielt Gregorio Naro am 17. Dezember desselben Jahres.
Am 6. Februar 1634 wurde Gregorio Naro zum Bischof von Rieti erwählt. Die Bischofsweihe spendete ihm am 12. März 1634 in der Kapelle der Borghese der Basilika Santa Maria Maggiore Kardinal Marcello Lante; Mitkonsekratoren waren Tiberio Cenci, Bischof von Iesi, und Ludovico Cinci, Bischof von Todi.
Gregorio Naro starb am 7. August 1634 an seinem Bischofssitz in Rieti. Sein Leichnam wurde nach Rom überführt und in der Familienkapelle der Basilika Santa Maria sopra Minerva bestattet.